# كرايغ براون (ناقد أدبي)
كرايغ براون (بالإنجليزية: Craig Brown)‏ هو ناقد أدبي بريطاني، ولد في 23 مايو 1957.

## وصلات خارجية
- كرايغ براون على موقع IMDb (الإنجليزية)
- كرايغ براون على موقع ميوزك برينز (الإنجليزية)